# Verfassungsänderung
Unter Verfassungsänderung versteht man allgemein das Ändern einer Verfassung eines Staates durch ein Verfassungsänderungsgesetz. Dies kann Teile der Verfassung (Teilrevision) oder die gesamte Verfassung (Totalrevision) betreffen.

## Deutschland

### Grundsätzliches
Das Grundgesetz für die Bundesrepublik Deutschland (GG) als Bundesverfassung kann nur durch ein den Text des Grundgesetzes ausdrücklich änderndes Bundesgesetz mit den Stimmen von zwei Dritteln der Mitglieder des Deutschen Bundestages und mit zwei Dritteln der Stimmen des Bundesrates geändert werden. Alle Änderungen, die den bundesstaatlichen Aufbau in Länder oder die grundsätzliche Mitwirkung der Bundesländer bei der Gesetzgebung ändern sollen, sind verboten. Unzulässig sind auch die Änderungen der Grundsätze der Art. 1 (Menschenwürde) und Art. 20 (Staatsaufbau) (Art. 79 Abs. 3 GG – sog. Ewigkeitsgarantie). Auch der Aufhebung von Grundrechten durch Verfassungsänderung sind dadurch insgesamt enge Grenzen gezogen. Kommt es doch zu einer solchen unzulässigen Änderung, entsteht verfassungswidriges Verfassungsrecht.
Aufgrund der hohen Änderungsfrequenz des Grundgesetzes im Vergleich zu anderen Verfassungen wird die Änderung des bestehenden Verfassungsänderungsverfahrens nach Art. 79 GG diskutiert.
Für die Änderung der Verfassungen der deutschen Länder gelten die jeweils in ihnen festgelegten Anforderungen. In den meisten Fällen ist eine Zweidrittelmehrheit im Landesparlament vorgesehen. In einigen Ländern muss die Änderung durch eine Volksabstimmung bestätigt werden (so in Bayern und in Hessen). Teilweise ist auch eine Verfassungsänderung allein durch Volksabstimmung möglich (neben Bayern etwa in Baden-Württemberg: Art. 64 der Verfassung).

### Bedeutende Verfassungsänderungen
Das Grundgesetz von 1949 hat eine Vielzahl von Verfassungsänderungen erlebt. Unter den Voraussetzungen von Art. 79 GG verstanden sie sich nicht als Maßnahmen der verfassungsgebenden, sondern der verfassten Gewalt. Zu den ersten bedeutenden Akten zählen die deutsche Wiederbewaffnung durch Gründung der Bundeswehr im Jahr 1956, die Notstandsgesetze von 1968, die Finanzreform von 1969 und die Herabsetzung der Wahlberechtigung von 21 auf 18 Jahre.
Weiterhin folgten Änderungen, die im Vollzug des Einigungsvertrages notwendig waren, so beispielsweise die Änderung der Präambel zur Geltungsbereichserstreckung auf die neuen Bundesländer. 1992 wurde der Wiedervereinigungsartikel zum Europaartikel umfunktioniert. 1994 wurde der Umweltschutz zum Staatsziel erklärt und in dem Zuge Art. 20a GG eingeführt. Durch Einfügung der Absätze 3 bis 6 des Art. 13 GG wurde 1998 die sogenannte „akustische Wohnraumüberwachung“ zu Zwecken der Strafverfolgung ermöglicht und bei anhaltend negativer Presse vom Bundesverfassungsgericht 2004 gebilligt. Die „Föderalismusreform I“ von 2006 und „II“ von 2009. Die Schuldenbremse zur Bekämpfung der Staatsverschuldung Deutschlands wurde letztlich 2009 eingeführt, indem Art. 109 GG einen dritten Absatz erhielt, der es den Haushalten verbot, Krediteinnahmen zur Haushaltskonsolidierung zu verwenden.

## Schweiz
Eine Änderung der Bundesverfassung der Schweizerischen Eidgenossenschaft (BV) kann vom Volk (durch eine Initiative: Artikel 138 und 139 BV), durch eine der beiden Parlamentskammern (Nationalrat und Ständerat gem. Art. 194 BV) oder von der Regierung im Rahmen einer Botschaft des Bundesrates an das Parlament (Art. 181 BV) vorgeschlagen werden. Es ist sowohl eine Totalrevision wie auch eine Teilrevision möglich (Art. 192–194 BV). Die Änderungen der Bundesverfassung dürfen nicht den Bestimmungen des zwingenden Völkerrechts widersprechen (Art. 194 Abs. 2 BV). Weitere materielle Schranken der Verfassungsrevision existieren nicht.
Der Vorschlag einer Verfassungsänderung muss vom Volk (Volksmehr) und den Kantonen (Ständemehr) (definiert nach Artikel 142 BV) angenommen werden, um rechtsgültig zu sein (Art. 195 BV).

## Österreich
Die Bundesverfassung kann durch ein Bundesverfassungsgesetz (Gesetz im Verfassungsrang) oder durch eine in einem einfachen Bundesgesetz enthaltene Verfassungsbestimmung geändert werden. Abweichend zum regulären Gesetzgebungsverfahren ist hier im Nationalrat eine Mehrheit von zwei Dritteln der abgegebenen Stimmen bei Anwesenheit von mindestens der Hälfte der Mitglieder erforderlich (Art. 44 Abs. 1 B-VG). Alle Änderungen, die die Kompetenzen der Bundesländer beschneiden, benötigen zusätzlich eine Zweidrittelmehrheit im Bundesrat, wieder bei Anwesenheit von mindestens der Hälfte der Mitglieder (Art. 44 Abs. 2 B-VG). Gesamtänderungen sind zwingend einer Volksabstimmung zu unterziehen; andere Verfassungsänderungen nur dann, wenn ein Drittel der Abgeordneten des Nationalrats oder des Bundesrats dies verlangt (Art. 44 Abs. 3 B-VG). Sollten die genannten Erzeugungsvorschriften nicht eingehalten werden, kommt es zu verfassungswidrigem Verfassungsrecht und die Verfassungsänderung kann vom Verfassungsgerichtshof aufgehoben werden.

## Englischer Sprachraum
Bekannt sind die Zusatzartikel zur Verfassung der Vereinigten Staaten unter ihrer englischen Bezeichnung amendments. Das Wort kommt vom französischen amendement, welches das lateinische emendare (verbessern, siehe dazu Emendation) zur Grundlage hat. Französisch amendement meint eine Verbesserung und wurde ein juristischer Fachbegriff für den Novellierungsvorschlag. Im Englischen bedeutet „amendment“ unter anderem Änderung, Verbesserung, Korrektur, Neufassung. In diesem Sinn wurde es im 18. Jahrhundert auch im Amerikanischen für die Verfassungszusätze angewandt – in der Tradition, bei Verfassungsänderungen nicht den ursprünglichen Text abzuändern, sondern die Verfassung durch einen Zusatzartikel zu ergänzen (mit dem entsprechend nummerierten Amendment).
So regelte das britische Unterhaus beispielsweise am 27. Oktober 1967 für Großbritannien das Recht auf Schwangerschaftsabbruch im Abortion Act. 1990 wurde ein Amendment (Human Fertilisation and Embryology Act) zu diesem Gesetz beschlossen; es modifizierte einige bis dahin geltende Regelungen.